# 歐米迪耶
歐米迪耶是伊朗的城市，位於該國西南部札格羅斯山脈山腳，由胡齊斯坦省負責管轄，距離首府阿瓦士90公里，海拔高度19米，2006年人口57,970。

## 外部連結
- Omidiyeh Photo Gallery from the Khuzestan Governorship